# St. Silvester FR
| FR ist das Kürzel für den Kanton Freiburg in der Schweiz. Es wird verwendet, um Verwechslungen mit anderen Einträgen des Namens St. Silvester zu vermeiden. |

St. Silvester, in der senslerdeutschen Ortsmundart Santifaschtus [ˌsɑntɪˈfɑʃtʊs], zu Beginn des 20. Jahrhunderts noch Santifaschtels [ˌsɑntɪˈfɑʃtɫ̩s] (französisch Saint-Sylvestre; Freiburger Patois Chin Chavithroⓘ), ist eine politische Gemeinde des Sensebezirks im Schweizer Kanton Freiburg.

## Geographie
St. Silvester liegt rund 10 Kilometer südöstlich der Stadt Freiburg im Senseoberland. Sie ist die einzige deutschsprachige Gemeinde, deren Gebiet ganz auf der linken Seite der Ärgera liegt.
Die Grenzen der Gemeinde sind die von der Natur gegebenen. Im Norden und Osten trennt das Tal der Ärgera mit steilen Wänden vom Gebiet der Gemeinden Giffers und Plasselb ab. Im Westen bildet der Rüedigrabe einen tiefen Einschnitt und die Grenze zur französischsprachigen Gemeinde Le Mouret. Im Süden und Südosten bildet der Grat der Muschenegg und der Muelersbach die Grenze gegen Plasselb. Ebenfalls zu den Nachbargemeinden gehört Tentlingen. Der höchste Punkt auf dem Gemeindegebiet bildet die Chrüzflue (1263 m ü. M.), der tiefste befindet sich 685 m ü. M. in der Nesslera und wird vom Fluss Ärgera gebildet.

## Wappen
Blasonierung: In Blau auf grünem Hügel und zwischen zwei natürlichen Bäumen die Pfarrkirche St.Sylvester in natürlichen Farben.
Das Wappen wurde erst 1941 angenommen und zeigt wie auf einer Fotografie die dem heiligen Silvester geweihte Pfarrkirche auf einem grünen Hügel, flankiert von zwei markanten Bäumen. Diese beiden Bäume rahmen die Kirche auch in Realität ein: Eine alte Winterlinde auf der Seite der Sakristei und eine grosse Ulme beim Haupteingang.

## Geschichte
Der Ort, an dem heute die Pfarrkirche steht, wurde im frühen Mittelalter Baselgin genannt. Die älteste erhaltene Erwähnung des Namens St. Silvester datiert auf das Jahre 1148 und bezeichnet eine Kapelle, die Papst Silvester I. geweiht war. Diese Kapelle war weitherum in der Gegend bekannt, weshalb der Name St. Silvester später auch die ganze Umgebung der geweihten Stätte bezeichnete. Der heilige Silvester wird als Patron für den Schutz der Tiere und ihres Futters angerufen. Noch heute ist es in der Gemeinde üblich, am Patronstag Opferfigürchen (Fraueli, Mannli, Kühe, Pferde, Schafe, Ziegen, Schweine und Hühner) auf den Opfertisch zu legen. Der heilige Silvester wird als Fürbitter gebeten, er möge Gottes Schutz für Mensch und Tier, Haus und Hof erwirken.
Von 1630 bis 1859 gehörte St. Silvester zur Pfarrei Giffers, seither bildet es eine eigene Pfarrei.
1630 wurde St. Silvester ein Schrot von Giffers, der sogenannte Muschels-Schrot. Das heutige Dorf St. Silvester wurde bis in die 1960er-Jahre als Zur Schür benannt. Ein eigentliches Dorf mit Namen St. Silvester gab es bis da nicht.

## Brauchtum

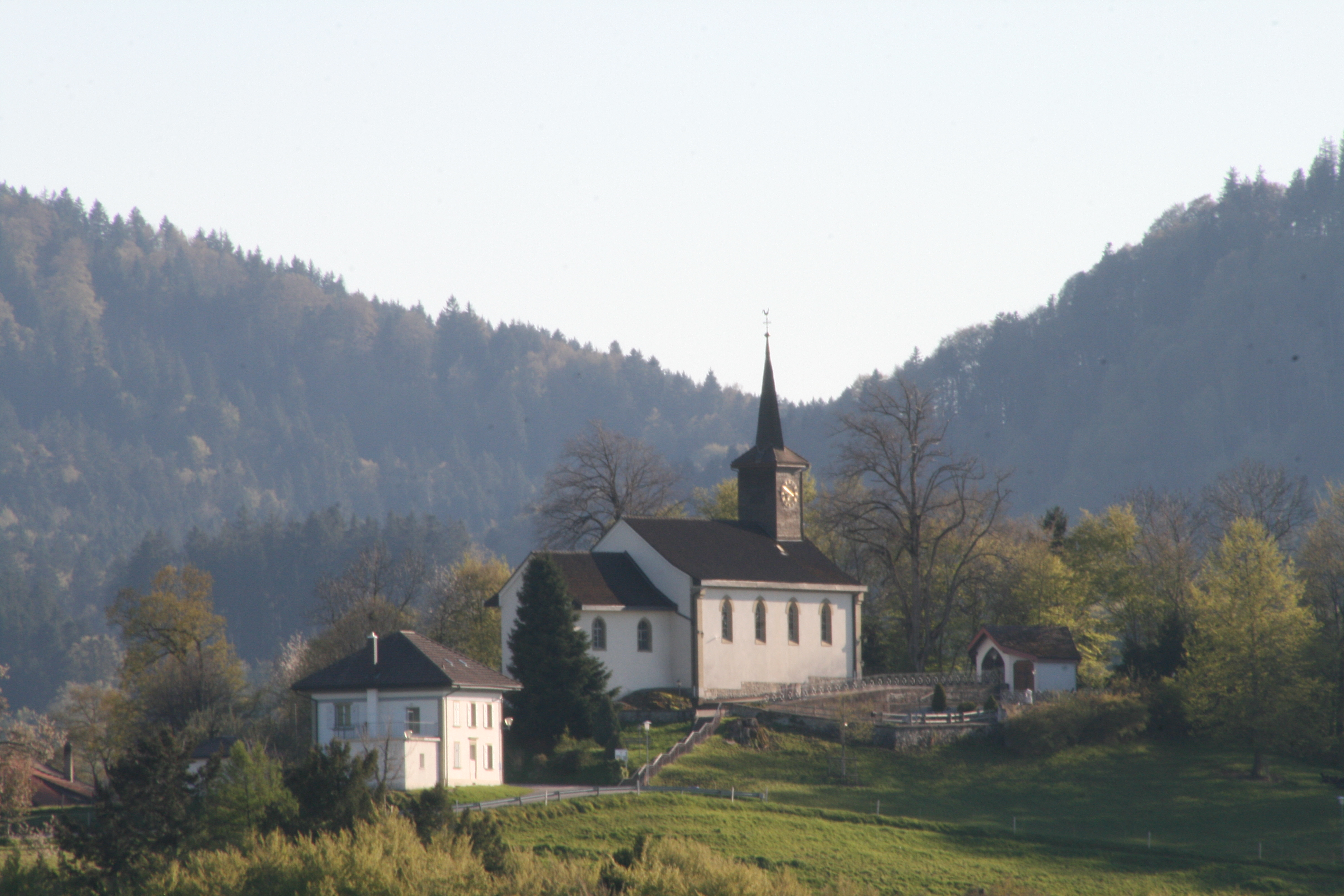
Kirche der Gemeinde St. Silvester FR

Das Fest des Namenspatrons wird am Silvestertag mit einem feierlichen Hochamt in der Kirche gefeiert. Zu diesem Anlass erhält der Pfarrer einen grossen Käselaib und einen Schinken. Diese Gaben werden traditionellerweise von den Pächtern des Spitalvorsasses (hinter St. Silvester auf der Gemeinde Plasselb) und des Spitalgantrisches (im Muscherenschlund, Gemeinde Plaffeien) gespendet. Die Tradition geht auf ein Gelübde zurück, das anlässlich einer Viehseuche ausgesprochen wurde. Dieses Lobamt wird nachweislich schon seit mindestens 1680 abgehalten.

## Bevölkerung
Von den 1014 Einwohnern (Stand 31. Dezember 2023) sind 87 % römisch-katholischen Glaubens.